# Massaker in der Polizeistation von Maliana
Das Massaker in der Polizeistation von Maliana am 8. September 1999 war ein Massenmord in der Hauptstadt des osttimoresischen Distrikts Bobonaro an Zivilisten nach dem Unabhängigkeitsreferendum in Osttimor am 30. August 1999.
Die Empfangs-, Wahrheits- und Versöhnungskommission von Osttimor (CAVR) bezeichnete die Tötungen vom 8. und 9. September „als Höhepunkt der systematischen und gut koordinierten Operationen der Streitkräfte Indonesiens (TNI) und Milizen in den vorangegangenen Monaten zur Beseitigung der Unabhängigkeitsbefürworter in Maliana“. Die Milizen waren zur Einschüchterung der Bevölkerung Osttimors im Vorfeld des Referendums vom indonesischen Militär aufgestellt worden.

## Vorgeschichte
Am 31. August 1999 fuhren Fahrzeuge der Streitkräfte Indonesiens (TNI), der Polizei und der pro-indonesischen Milizen mit Lautsprechern durch die Stadt Maliana und forderten Unabhängigkeitsbefürworter auf, sich in der Polizeistation zu versammeln. Unterstützer der Autonomielösung sollten zum Militärhauptquartier gehen. Der Aufforderung kamen aber nur wenige Menschen nach. Am 3. September randalierten daher die Milizen im ganzen Distrikt Bobonaro, brannten Häuser nieder und plünderten. Infolge der Gewalt zog die Mission der Vereinten Nationen in Osttimor (UNAMET) ihr Personal aus Maliana ab.
Sowohl Einzelpersonen als auch ganze Dorfgemeinschaften suchten daraufhin Schutz in der Polizeistation von Maliana (Polres). Als das Gelände überfüllt war, wurden Neuankömmlinge auf die andere Straßenseite in das Krankenhaus (Lage) und auf das Fußballfeld (Lage) dirigiert. Gemäß dem Abkommen vom 5. Mai 1999 zwischen Portugal und Indonesien war die indonesische Polizei während des Referendums verantwortlich für die Sicherheit der Bevölkerung des seit 1975 von Indonesien besetzten Osttimors. In der Informationskampagne der UNAMET wurde ausdrücklich darauf hingewiesen. Doch nur selten kamen Polizisten der Aufgabe nach und wurden teilweise dann selbst Ziel der Angriffe der Milizen. Die Milizen Dadarus Merah Putih (DMP) und Halilintar setzten ihre Zerstörungen in Maliana fort und ermordeten mehrere Personen, darunter zwei einheimische Mitarbeiter der UNAMET.
Am 4. September 1999 wurde das Ergebnis der Abstimmung bekannt gegeben. Demnach hatten sich 78,5 % der Wähler für die Unabhängigkeit Osttimors ausgesprochen und nur 21,5 % für die Autonomielösung innerhalb des indonesischen Staates.
Von den in der Polizeistation Versammelten wurden Listen erstellt. Bei einer Konferenz in der Polizeistation am 6. September 1999 waren unter anderem anwesend Polizeidistriktschef Oberstleutnant Budi Susilo, Militärdistriktschef Oberstleutnant Burhanuddin Siagian, Distriktsadministrator (Bupati) Guilherme dos Santos, Geheimdienstchef (SGI) des Distriktskommandos Leutnant Sutrisno, der Kommandant der Halilintar, João Tavares, der Vorsitzende der Bezirksversammlung (DPRD) und des Bezirkszweigs des Vereinigten Forums für Demokratie und Gerechtigkeit (indonesisch Forum Persatuan, Demokrasi dan Keadlian, FPDK), Jorgé Tavares, sowie Natalino Monteiro und Marcos Tato Mali, Kommandant und stellvertretender Kommandant der DMP.
Am Nachmittag des 8. Septembers informierten Natalino Monteiro und  Marcos Tato Mali die Milizionäre in Maliana und in der Umgebung wie zum Beispiel Holsa, Lahomea und Ritabou über die anstehende Operation. In Ritabou erhielten die Milizionäre vom SGI-Offizier Rizal Namenslisten und den Befehl, diese Personen auf der Liste in der Polizeistation zu suchen und zu töten. Alle Milizionäre versammelten sich dann in Maliana beim Militärhauptquartier im Distrikt (Koramil 1636-01). Leutnant 1636-01 und Leutnant M. Yusuf, der Operationschef im Distrikt, waren ebenfalls anwesend. Rizal und Sergeant Francisco Fernandes teilten die Milizionäre dann in Gruppen auf und gaben jeder Gruppe bestimmte Aufgaben, wie etwa das Auffinden und Töten identifizierter Unabhängigkeitsbefürworter und die Bildung einer Absperrung um das Gelände, um Fluchten zu verhindern.

## Das Massaker
Am 8. September 1999 befanden sich etwa 1000 Flüchtlinge auf dem Gelände der Polizeistation.
Um 17 Uhr rückten Milizionäre der DMP und Halilintar gegen das Flüchtlingslager von allen Seiten gleichzeitig vor. Alle Angreifer trugen Kleidung in Tarnfarben und Sturmhauben. Indonesische Polizisten und Soldaten standen hinter den Milizionären. Soldaten der TNI kommandierten während der Aktion die Milizionäre. Laut einer australischen Journalistin sollen auch Burhanuddin Siagian, Sutrisno und Budi Susilo in der Menschenmenge herumgelaufen sein, während die Milizionäre mit Todeslisten das Lager systematisch durchsuchten. Die Opfer wurden mit Macheten und anderen Hierb- bzw. Stichwaffen umgebracht. Nach und nach wurden Menschen, die Schutz in der Polizeistation gesucht hatten, von den Milizionären getötet und die Leichen weggeschleppt. Einige versteckten sich in Bäumen, andere krochen in Gebäudeecken oder verbargen sich in Schränken oder aufgerollten Matratzen. Zum Zeitpunkt des Angriffs waren etwa 435 Polizeibeamte auf dem Gelände anwesend. Zu ihnen gehörten örtliche Polizeikräfte sowie Mitglieder der Mobilen Polizeibrigade (Brimob) und des Kontingent Lorosae (Kontingen Lorosae). Letzteres war extra zum Schutz der Abstimmung abgestellt worden. Bis auf acht Beamte, die man verdächtigte, Unabhängigkeitsbefürworter zu sein, waren alle bewaffnet. Doch die Polizisten verschlossen die Türen ihrer Büros und ignorierten die Hilferufe der Menschen. Die Überlebenden, die nicht fliehen konnten, wurden in das indonesische Westtimor verschleppt. Das Massaker lief über dreieinhalb Stunden. Die indonesischen Militärangehörigen befahlen den Milizionären, die Leichen auf Lastwagen abzutransportieren. Die Miliz Saka Loromonu in Batugade unterstützte das Militär bei der Beseitigung der Leichen. Sie wurden an den Strand bei der alten portugiesischen Festung in Batugade gebracht, in mit Sand gefüllte Säcke gesteckt, in Fischerbooten auf das Meer gefahren und dort versenkt.

## Nach dem 8. September
Am nächsten Tag wurden weitere Menschen auf der Flucht in der Umgebung Malianas von Milizionären getötet. Eine Gruppe war zunächst zur Schule in Holsa geflohen (Lage). Dann teilten sie sich bei der Brücke über den Sosso (ein Nebenfluss des Nunura, Lage) in kleinere Gruppen auf. Ein Dorfbewohner informierte in Ritabou die Armee und Milizen, dass Flüchtende am Sosso in Mulau seien, einer etwa zwei Kilometer von Ritabou entfernten Siedlung. Daraufhin wurde eine Gruppe DMP-Milizionäre unter Führung von Sergeant Miguel Soares dorthin entsandt. Sie töteten dort weitere 13 Personen. Neun von ihnen wurden aufgefordert, sich hinzuknien und die Hände nach oben zu nehmen. Sie wurden dann der Reihe nach von Soarest mit einem automatischen Gewehr erschossen. Die anderen vier wurden einzeln gefangen und ermordet. Am selben Tag wurden in Odomau Avalino Tilman und Victor dos Santos ermordet.
Am 10. September wurden 150 Meter vom Flussufer entfernt die beiden aus Osttimor stammenden Polizisten Filomeno Guterres und Martinho Lopes Amaral auf ähnliche Weise getötet, weil sie mutmaßlich mit der Unabhängigkeitsbewegung sympathisierten. Mit Francisco Teresão und Lemos Guterres starben in Rocon zwei weitere Flüchtende.
Der Subdistrikt Maliana wurde nach dem Massaker von indonesischer Armee und Milizen geräumt. Die Einwohner mussten entweder zu Fuß nach Westtimor laufen oder wurden (gegen Bezahlung) auf Lastwagen dorthin deportiert. Die Armee drohte, dass die Stadt bombardiert werde, die Dörfer in der Umgebung zerstört und ein umfassender Krieg geführt werden würde, sollten sich die Einwohner der Räumung widersetzen. Milizen durchkämmten die Umgebung, um Flüchtende zu finden und ebenfalls nach Westtimor zu bringen. Einwohner von Saburai berichteten später, wie sie im Wald aufgespürt und zunächst zum Fußballfeld im Zentrum von Maliana gebracht wurden. Ihre Häuser wurden niedergebrannt und die Menschen am 10. September nach Turiscai in Westtimor gebracht.
Etwa zum Zeitpunkt des Angriffs auf die Polizeistation wurden im ganzen Distrikt Bobonaro von Milizen Häuser niedergebrannt und Menschen nach Westtimor vertrieben. Die Stadt Maliana wurden von DMP und Halintar zu 80 %, im gesamten Distrikt Bobonaro etwa 13.500 Häuser zerstört. Nur wenige Dörfer, die in von der FALINTIL kontrollierten Gebieten lagen, und einige Kirchen blieben verschont. Etwa 30.000 bis 40.000 Menschen wurden nach Westtimor deportiert.
Die Verbrechen waren Teil der Vergeltungsaktion Operation Donner. Die Angriffe auf die Zivilbevölkerung sollten eine Reaktion der FALINTIL provozieren, damit Indonesien als Ordnungsmacht intervenieren und so die Unabhängigkeit verhindern könnte. Die nach Westtimor Deportierten sollten nach den Plänen des Militärs weiter in ganz Indonesien zerstreut werden.

## Die Opfer
Manuel Barros, ein ehemaliger Vorsitzender der PDI-P-Fraktion in der Distriktsversammlung (DPRD II) und bekannter Unabhängigkeitsbefürworter, suchte ab dem 2. September mit seiner Familie Schutz in der Polizeistation. Mindestens vier Personen wurden Zeuge, wie Manuel Barros mit einem Samuraischwert erstochen wurde. Auch sein Bruder Julio Barros, ehemaliger Verwalter (Camat) des Subdistrikts Maliana, fand hier den Tod.
Weitere namentlich bekannte Todesopfer waren Domingos Gonçalves Pereira, Chef des Sucos Ritabou, Lorenço dos Santos Gomes, ein hochrangiges Mitglied des osttimoresischen Widerstands, und Damião da Cruz, ehemaliger Chef des Sucos Tapo. Außerdem: José da Costa Guterres, José Abel, Francisco Paixão Fatima Martins, Martinho Marques, Joaquim Monteiro Gonçalves, Daniel Barreto und José Moniz da Cunha. José Barros Soares war erst 12 Jahre alt. Er wurde wahrscheinlich getötet, weil er der Sohn des CNRT-Führers Augustinho Soares war. Zeugen berichten von 47 Toten in der Polizeistation.
Die 13 in Mulau Ermordeten waren: Lamberto de Sá Benevides, Abilio Marques Vicente, Augusto dos Santos Marques, José Barreto, Pedro Luis, Lucas dos Santos, Luis Soares (Luis dos Santos), Jeroni Lopes,† Domingos Titi Mau, Manuel Magalhães (ein CNRT-Führer), Carlos Maia (prominenter Unabhängigkeitsaktivist), Ernesto da Coli und Paul da Silva. Die Leiche von Paulo da Silva wurde im September 1999 in der Gegend von Mulau entdeckt und dann beerdigt. Die anderen Leichen wurden bei Batugade im Meer versenkt.
Insgesamt wurden zwischen dem 2. und dem 29. September 1999 im Subdistrikt Maliana 71 Menschen ermordet.